# Castillo de Tramacastiel
El castillo de Tramacastiel es un castillo roquero situado en un cerro junto al pueblo español de Tramacastiel, en la provincia de Teruel. Es de origen indeterminado aunque bien podría ser templario. Se cita en las crónicas de la guerra de los Dos Pedros.

## Historia
Castillo de probable origen musulmán, aunque no existen datos de su historia en este periodo. A finales del siglo XII (1187), Villel y sus aldeas, términos y pertenencias (entre las que se hallaba Tramacastiel) fue entregada a la Orden de Alfambra por mandato de Alfonso II de Aragón. Tras la unión de esta orden con la del Temple (en 1196), Villel y sus aldeas pasaron a los templarios, que fundaron la Encomienda de Villel. Poco tiempo después la vemos ya en manos del señorío laico del Reino de Aragón: a principios del siglo XIII (1200) pertenecía a los Ruiz de Castelblanque, más tarde de los Fernández de Heredia, señores de Mora; posteriormente, ya en el siglo XIV (1329) su señor fue Sancho de Tobía y en siglo XVII (1610) el conde de Fuentes.

## Descripción
Los escasos vestigios de este castillo están situados en un conjunto de peñas que dominan la población. Entre sus ruinas se distinguen los restos de una torre rectangular con obra de mampostería que formaba parte del recinto superior, con unas medidas aproximadas a los 7 por 9 metros de lado y muy rebajada en altura. A su alrededor se aprecian vestigios del recinto que la protegía. Existe otra torre de menor tamaño y también cuadrangular, que se halla encaramada sobre la cumbre de una elevada roca. Todo el conjunto es de mampostería, muy desigual y unida con argamasa.
En 2016 todavía posee diversos muros de contención y perimetrales, restos de edificaciones y lo que parece ser un aljibe situado en la cuesta que lleva al castillo, lo que lo situaría fuera del recinto actual. También puede verse una peculiar atalaya de piedra y mortero situada sobre una peña en el centro del castillo.

## Catalogación
El Castillo de Tramacastiel está inscrito en el Registro Aragonés de Bienes de Interés Cultural al estar incluido dentro de la relación de castillos considerados Bienes de Interés Cultural, como zona arqueológica, en virtud de lo dispuesto en la disposición adicional segunda de la Ley 3/1999, de 10 de marzo, del Patrimonio Cultural Aragonés. Este listado fue publicado en el Boletín Oficial de Aragón del 22 de mayo de 2006.